# Estrela da Casa
Estrela da Casa é um formato original da TV Globo de reality show brasileiro de competição musical com dinâmica de convivência em confinamento, produzido e exibido pela emissora, com apresentação de Ana Clara. A partir da segunda temporada, o programa passou a contar com o reforço de Michel Teló, que assume a posição de mentor dos participantes.
Em 23 de dezembro de 2024, o jornalista Flavio Ricco havia noticiado que a Globo teria desistido de produzir a segunda temporada do reality show. No entanto, a emissora negou a informação e confirmou a produção da próxima edição para o segundo semestre de 2025. Além disso, o diretor dos Estúdios Globo Amauri Soares informou no começo de setembro que a segunda temporada, com estreia para 2025, estava confirmada, devido ao sucesso comercial.

## Formato
Estrela da Casa proporciona uma experiência única ao unir música com desafios da convivência, já bem conhecido por quem acompanha o Big Brother Brasil. Transmitido ao vivo 24 horas por dia, o programa é multiplataforma, com conteúdo disponível em diversas telas e formatos. O público desempenha um papel fundamental no processo, interagindo e influenciando diretamente o andamento do programa.
Os participantes, confinados em uma casa nos Estúdios Globo, são desafiados a mostrar suas habilidades musicais, carisma e presença de palco. Além disso, devem enfrentar provas típicas de um reality show. A diversidade musical é um ponto forte, com competidores de gêneros variados como sertanejo, pop, samba, MPB e forró. Cada participante deve escolher uma música de trabalho do seu repertório para lançar quando solicitado. O sucesso dos novos singles é crucial, pois atingir o topo das listas de mais ouvidos oferece vantagens no jogo, como apresentações ao vivo em rede nacional.
O público tem a oportunidade de acompanhar a evolução dos participantes em tempo real, influenciando os resultados da competição através de votações. 'Estrela da Casa' também terá um palco montado fora da casa - e localizado dentro dos Estúdios Globo - com cenografia especial, luzes e plateia. Neste palco, os competidores irão cantar um single autoral em um grande show semanal, para descobrir se o público está aprovando ou não.
O vencedor recebe um pacote de prêmios que inclui gestão de carreira, apoio em uma turnê nacional e um prêmio em dinheiro que inicia em R$ 500.000.

### Prêmio
O vencedor do reality show será abonado com uma variedade de prêmios, que inclui:
- Mais de R$ 1 milhão em dinheiro;[11]
- Contrato com gravadora Universal Music;[12]
- Gerenciamento de carreira e planejamento artístico;[13]
- Turnê pelo Brasil;[13]
- Música na trilha sonora da Novela das 9.

### Esquema
- Estrela da Semana: Os competidores são divididos em grupos, onde o que tiver o melhor desempenho no desafio proposto pelos especialistas do workshop participa da Prova da Estrela. O vencedor da prova se torna a Estrela da Semana, garantindo imunidade, vaga no Festival e o poder de indicar duas pessoas para a Batalha.
- Dono do Palco: Os competidores voltam a se enfrentar em uma nova prova, onde o que tiver o melhor desempenho ganha o título de Dono do Palco, ganhando imunidade, vaga no Festival e o poder de indicar uma pessoa para a Batalha.[14]
- Duelo: A Estrela da Semana indica dois participantes, que se apresentam e passam pela votação popular, que decide quem vai escapar da Batalha. O vencedor do Duelo se salva e garante imunidade, enquanto o perdedor precisa enfrentar novamente a votação popular na Batalha.[14]
- Batalha: É formada pelo participante perdedor do Duelo (indicado pela Estrela da Semana), o participante indicado pelo Dono do Palco e o mais votado pela casa. Eles se apresentam e se enfrentam em uma votação popular, onde o público vai decidir quem fica na competição. Ao contrário do Big Brother Brasil, os votos serão inteiramente para permanecer no jogo. O menos votado é eliminado do programa.[14]
- Hitmaker: Antes da formação da Batalha, Ana Clara anuncia qual foi o single mais ouvido da semana pelo público externo, onde o cantor não fica imune no jogo, mas garante vaga no Festival e ganha uma vantagem na competição. Para conquistar o título, o participante precisará produzir um single toda quarta-feira e convencer o público a ouvir. O cantor que tiver o single mais ouvido se torna o Hitmaker da semana.[14] O último Hitmaker da temporada foi anunciado antes da formação da sexta batalha.
- Workshop: Os competidores recebem a visita de especialistas de várias áreas relacionadas à música, que após passarem os ensinamentos, realizam um desafio com os participantes divididos em grupos. Eles decidem o grupo vencedor da dinâmica, que recebe o direito de participar da Prova da Estrela.
- Jam Session: Os cantores recebem a visita de um artista consagrado da música para um papo intimista, onde trocam experiências e recebem dicas de carreira. À noite, o artista faz um show exclusivo para os participantes e ainda participa de um feat. com um dos competidores.
- Festival: A Estrela da Semana, o Dono do Palco e o Hitmaker se apresentam para a plateia dentro do confinamento. No mesmo dia, os participantes indicados à Batalha também se apresentam para o público. É a última oportunidade de quem ainda está na zona de eliminação convencer o público que merece ficar na competição.[14] A partir da quarta semana, o Hitmaker recebeu o direito de convidar outro participante para o festival.[15] Na segunda temporada, todos os participantes são obrigados a participar do festival, passando pela avaliação de um júri técnico, que determina a eliminação.[16]
- Oficina de Talentos: Duas vezes por semana os participantes são reunidos no Estúdio Musical para terem aula com algum especialista. Após a oficina, um dos participantes comprava, por meio de um leilão, uma aula particular com o(a) convidado(a).
- Homenagem: Em alguns sábados, os participantes foram separados em grupos para prestar tributo em apresentações de músicas dos maiores ídolos da música brasileira, no estúdio musical da casa.

### Dias da Semana
Os ciclos do programa se iniciam nas quartas-feiras, com o lançamento dos singles da semana nas plataformas digitais.
- Quarta-feira: Escolha/divulgação dos singles da semana;
- Quinta-feira: Dinâmica em grupos no workshop com especialistas, Prova da Estrela e indicação ao Duelo;
- Sexta-feira: Duelo (indicados pela Estrela da Semana) e Balada com apresentação de artista;
- Sábado: Prova do Dono do Palco, nova indicação para a Batalha e homenagem;
- Domingo: Anúncio do Hitmaker da semana e formação da Batalha;
- Segunda-feira: Jam Session, show exclusivo e feat. do vencedor da Prova da Estrela com o artista convidado;
- Terça-feira: Festival com apresentação ao vivo da música da semana dos vencedores das Provas, dos indicados à Batalha, do Hitmaker e seu convidado (a partir da quarta semana), além da eliminação.

### Sistema de votação
Assim como implementado no Big Brother Brasil 24, todas as votações do Estrela da Casa são realizadas de duas maneiras: "Voto Único" e "Voto da Torcida", sendo o resultado final a média dessas porcentagens. No Voto Único cada usuário do globo.com pode votar apenas uma vez (1 voto por CPF), já no "Voto da Torcida", cada usuário pode votar quantas vezes quiser. No Estrela da Casa todas as votações são para salvar, sendo assim, a eliminação é sempre do menos votado.

## O programa

### Produção
Em 28 de agosto de 2023, a TV Globo anunciou o fim do The Voice Brasil após doze temporadas no ar devido ao desgaste do reality após o pouco tempo de descanso do formato (uma vez que surgiram os derivados The Voice Kids em 2016 e The Voice + em 2021), culminando em queda constante de audiência, principalmente na oitava temporada que acumulava uma série de derrotas para a décima segunda temporada de A Fazenda, e no faturamento do programa, que começou a não ter as cotas de patrocínio totalmente preenchidas. Com a não renovação dos direitos de uso da franquia The Voice, surgiram os primeiros rumores de que a Globo estaria produzindo um "formato inédito" para cobrir o espaço do talent show, misturando confinamento e música e utilizando o mesmo formato do Big Brother Brasil.
O programa foi anunciado durante o evento Upfront 2024, que aconteceu em 18 de outubro de 2023. O próprio diretor Boninho subiu ao palco para contar sobre o novo projeto, na época sem apresentador definido. Nas redes sociais, houve muitas comparações com o Fama, antigo reality musical exibido pela Globo nos anos 2000. Além do Fama, que seguia o mesmo modelo do Estrela da Casa, em misturar confinamento e música, outros programas que chegaram a ser citados nas redes sociais para comparação foram o Operación Triunfo (que serviu de base para o reality musical citado) e os realitys Popstars (que originou em duas temporadas os grupos Rouge e Br'oz e tinha a fase de confinamento durante a reta final) e o Festival Sertanejo, todos produzidos pelo SBT, com o primeiro tendo a parceria com o Disney Channel. As inscrições para o novo reality da Globo foram abertas em 27 de outubro, no site do gshow.
Ana Clara foi confirmada como a apresentadora no dia 5 de fevereiro de 2024, durante um episódio da vigésima quarta temporada do BBB, sendo anunciada por Tadeu Schmidt. Segundo a Folha de S.Paulo, a alta cúpula da emissora carioca desejava ter Angélica como a apresentadora, por ter apresentado o Fama no passado, enquanto o diretor Boninho queria Ana Clara, que além de ter sido elogiada no comando do A Eliminação desde a vigésima segunda temporada do BBB e outros derivados do principal reality da Globo, apresentou recentemente a segunda e a terceira temporada do Túnel do Amor no Multishow e já estaria apta para assumir tal responsabilidade.

## Exibição
| Temporada | Temporada         | Episódios | Exibição original    | Exibição original    |
| Temporada | Temporada         | Episódios | Estreia da temporada | Término da temporada |
| --------- | ----------------- | --------- | -------------------- | -------------------- |
|           | Estrela da Casa 1 | 50        | 13 de agosto de 2024 | 1 de outubro de 2024 |
|           | Estrela da Casa 2 | 43        | 25 de agosto de 2025 | 6 de outubro de 2025 |

No dia 16 de abril de 2024, durante a final do BBB24, foi ao ar a primeira chamada do programa.
A primeira temporada estreou no dia 13 de agosto de 2024, durando 50 dias de confinamento, e tendo sua grande final marcada para o dia 1º de outubro de 2024. A exibição na TV Globo é de domingo a domingo, após as novelas Renascer e Mania de Você (segunda à sábado) e após o Fantástico (domingo).
A segunda temporada tem a data de estreia marcada para 25 de agosto de 2025 e agora durando 43 dias, com a final prevista para 6 de outubro, mantendo os mesmos esquemas de exibição da temporada anterior.

## Participantes
| Temporada         | Temporada         | Finalistas  | Finalistas  | Finalistas | Finalistas | Finalistas | Finalistas | Finalistas | Finalistas    | Outros participantes em ordem de eliminação                                                                                  | Total |
| Temporada         | Temporada         | Vencedor(a) | Vencedor(a) | 2.º lugar  | 2.º lugar | 3.º lugar  | 3.º lugar  | 4.º lugar  | 4.º lugar     | Outros participantes em ordem de eliminação                                                                                  | Total |
| ----------------- | ----------------- | ----------- | ----------- | ---------- | --- | ---------- | ---------- | ---------- | ------------- | --- | ----- |
|                   | Estrela da Casa 1 |             | Lucca       |            | Matheus Torres |            | Unna X     |            | Leidy Murilho | Heloísa Araújo • Rodrigo Garcia • Califfa • Ramalho • Nick Cruz • MC Mayarah • Thália • Gael Vicci • Nicole Louise • Evellin | 14    |
| Estrela da Casa 2 |                   |             |             |            | Bea • Biahh Cavalcante • Breno Casagrande • Camille Vitoria • Daniel Sobral • Gabriel Smaniotto • Hanii • Janício • Juceir Júnior • Nirah • Ruama Feitosa • Sudário • Talíz • Thainá Gonçalves | 16         |            |            |               | |       |

## Repercussão

### Audiência
Os dados são providos pelo Kantar IBOPE Media e se referem ao público da Grande São Paulo.
| Temporada | Horário                                              | Episódios | Estreia              | Estreia   | Final                | Final     | Média geral (em pontos do IBOPE) | Ref.          |
| Temporada | Horário                                              | Episódios | Data                 | Audiência | Data                 | Audiência | Média geral (em pontos do IBOPE) | Ref.          |
| --------- | ---------------------------------------------------- | --------- | -------------------- | --------- | -------------------- | --------- | -------------------------------- | ------------- |
| 1         | Segunda a Sábado, 22h35 Quarta, 23h45 Domingo, 23h10 | 50        | 13 de agosto de 2024 | 13,9      | 1 de outubro de 2024 | 12        | 11,5                             | [ 31 ] [ 32 ] |
| 2         | Segunda a Sábado, 22h35 Quarta, 23h45 Domingo, 23h10 | 43        | 25 de agosto de 2025 |           | 7 de outubro de 2025 |           |                                  |               |

### Mídia especializada
O jornalista Felipe Gatto, do Terra, destacou que o reality passou despercebido pelo público por ter menos divulgação, além de ter sido lançado uma semana após os Jogos Olímpicos de Verão de 2024, que acabou ofuscando a atenção do programa, principalmente na divulgação dos participantes, ocorrendo no meio das Olimpíadas. Ele também elogiou a performance de Ana Clara, que se mostrou segura no comando do programa e que pode conquistar mais à frente o público, mesmo vindo um mês antes da estreia da décima sexta temporada de A Fazenda, já que os participantes têm sede de fama.

## Programas derivados
Após as eliminações, tradicionalmente nas terças-feiras, o participante que acabou de ser derrotado na Batalha participa do Bate-Papo Estrela da Casa, apresentado por Ceci Ribeiro e Silvero Pereira, ao vivo no gshow e Globoplay, onde conversa sobre sua passagem pelo programa e participa de dinâmicas propostas pelos apresentadores, encerrando a participação cantando um trecho de uma de suas músicas lançadas durante o programa.
Nas quartas-feiras, no canal Multishow, a apresentadora Kenya Sade recebe o(s) participante(s) eliminado(s) no programa Estrela da Casa - Backstage, onde repercutem sobre a passagem do(a) participante pelo programa em um bate-papo divertido, com direito a muita música: "Quem sair da casa chega ao programa com tratamento de estrela: o cenário, inspirado em uma fachada de casa de show, tem o nome do eliminado da semana estampado no letreiro e até um palco pocket com instrumentos para que os aspirantes a astro nacional usem e abusem nas performances artísticas."

## Logotipos

Logotipo da 1.ª temporada em 2024
Logotipo da 2.ª temporada em 2025